# In the Rain
In the Rain è il quinto singolo di Gianna Nannini, estratto dall'album Inno, entrato nelle stazioni radiofoniche il 13 settembre 2013.

## Video musicale
Il videoclip è stato pubblicato il 14 settembre 2013 attraverso il canale YouTube della cantante ed è stato girato a Bangkok.